# Bodenbearbeitungsgerätewerk Leipzig
Die BBG Bodenbearbeitungsgeräte Leipzig GmbH & Co. KG ist das Nachfolgeunternehmen des ursprünglich als Landmaschinenfabrik Rudolph Sack gegründeten Unternehmens. Das Bodenbearbeitungsgerätewerk Leipzig (BBG) gehörte vor allem in den 1950er und 1960er Jahren zu den wichtigsten Landtechnikherstellern in der DDR. Heute gehört das Unternehmen zu den Amazonen-Werken.

## Geschichte

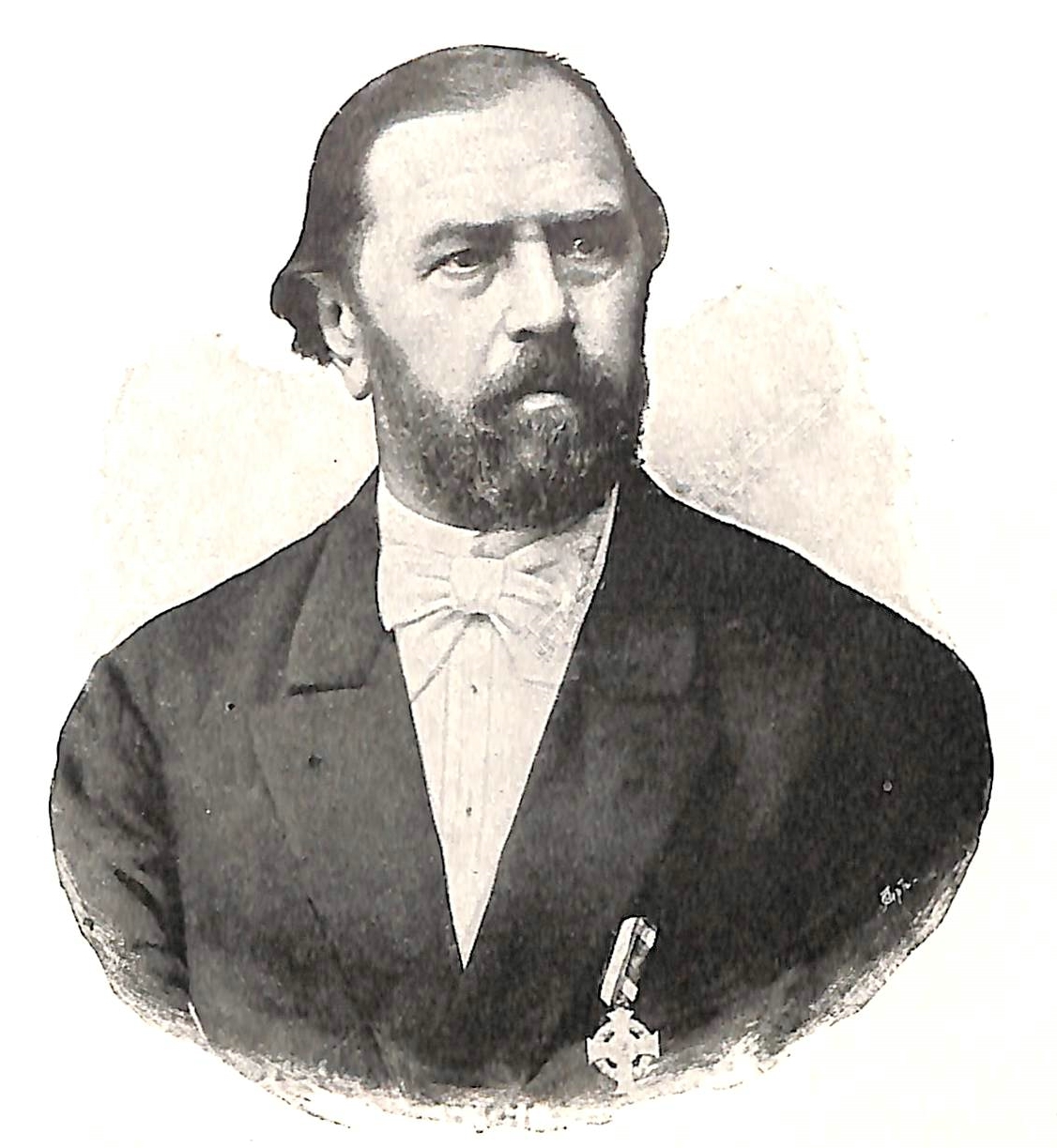
Rudolph Sack

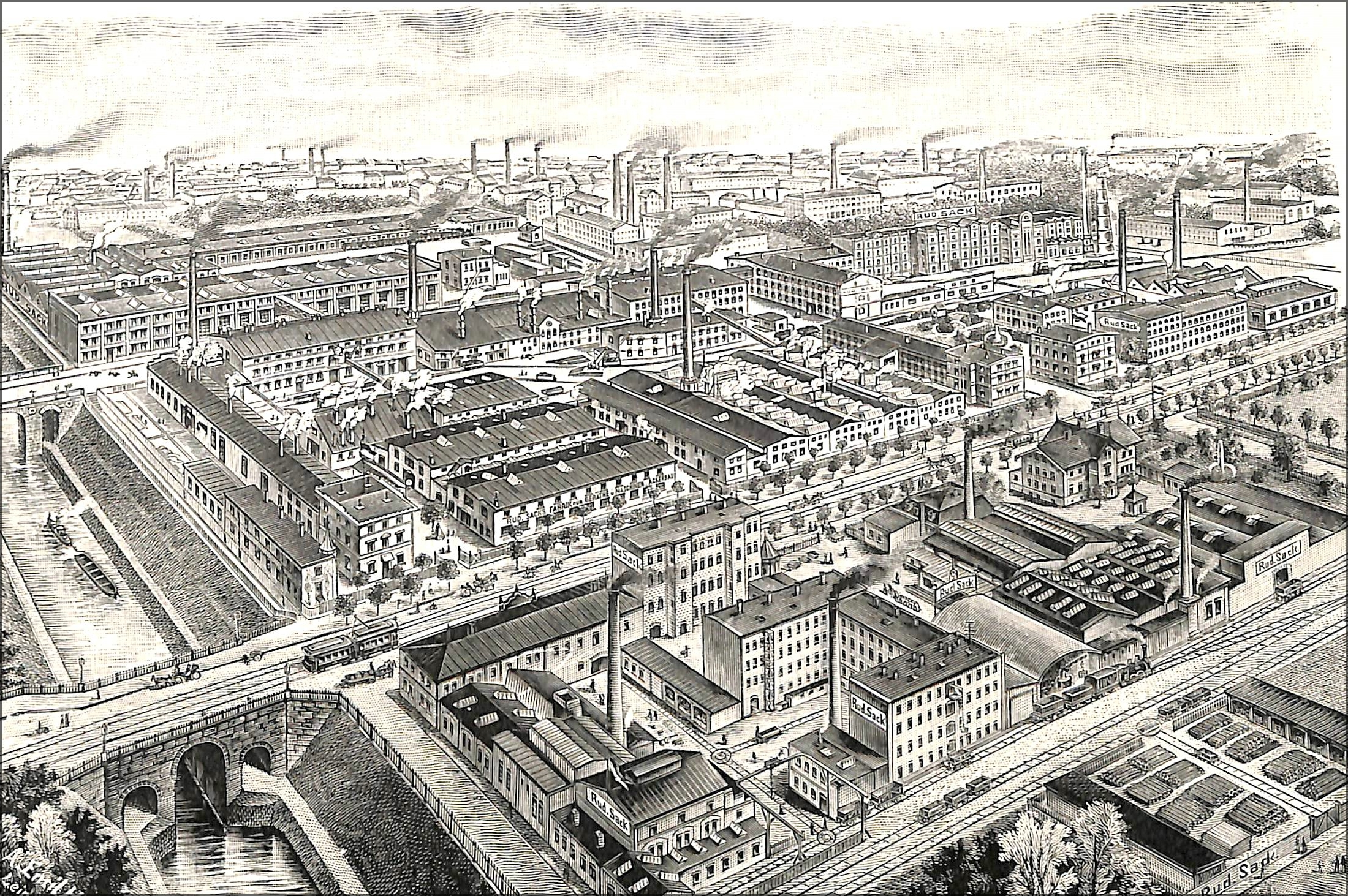
Ansicht der Fabrik in Leipzig-Plagwitz (um 1910)

Ursprung des Unternehmens war die 1863 von Rudolph Sack in Plagwitz bei Leipzig gegründete Landmaschinenfabrik Rudolph Sack zur Herstellung von Ackerbaugeräten, die Ende des 19. Jh. zu den größten Landtechnikherstellern in Deutschland zählte.
Der Unternehmer Rudolph Sack begann bereits 1854 in der Dorfschmiede von Löben (heute zu Kitzen) bei Lützen mit dem Bau landwirtschaftlicher Geräte (Pflüge und Drillmaschinen).
Anfang Mai 1863 gründete er auf Empfehlung des Leipziger Rechtsanwalts und Unternehmers
Karl Heine (1819–1888) eine Maschinenfabrik in Plagwitz, die zunächst in der Alten Straße in gemieteten Räumen arbeitete und fünf Beschäftigte hatte.
Im Jahr 1867 errichtete Sack auf dem heutigen Grundstück Karl-Heine-Straße 95 eigene Fabrikgebäude sowie ein Wohnhaus, das 1875 umgebaut und später als Kontor genutzt wurde.
Im Jahr 1881 erwarb er weitere Grundstücke (heute: Karl-Heine-Straße 90 und 99–101), die Zahl der Beschäftigten war von 60 (1868) über 170 (1878) auf 650 (1881) gestiegen. Um 1890 entstand eine Stahlgießerei mit Siemens-Ofen und Gasgenerator.
Im Jahr 1891 wurde die Fa. Rud. Sack in eine Kommanditgesellschaft umgewandelt (Rud. Sack KG), und Rudolph Sacks Sohn Paul (1863–1923) übernahm die Leitung. Das Unternehmen expandierte 1894 auf das Grundstück Karl-Heine-Straße 103/105, wohin die 1869 auf dem alten Grundstück errichtete Graugießerei verlegt wurde; 1897 auf das Grundstück Weißenfelser Straße 67, wo die Fabrik für Dampfpflüge und Drillmaschinen entstand; 1904 auf die Grundstücke Karl-Heine-Straße 78–88; 1912 auf die Grundstücke Aurelienstraße 62/64. Im 50-jährigen Jubiläumsjahr 1913 arbeiteten
2.000 Beschäftigte in dem Unternehmen, die 75.000 m² Grundfläche umfasste und drei Gleisanschlüsse besaß.
Die Pflugfabrik Rud. Sack war bis 1945 eine der führenden Pflug- und Landmaschinenfabriken Deutschlands.

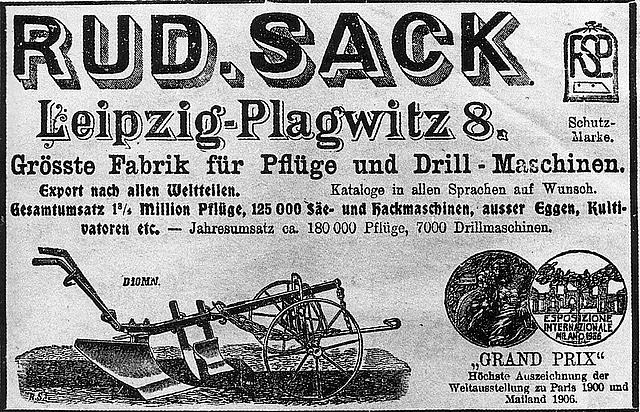
Inserat der Fa. Rudolph Sack

Während der Weltwirtschaftskrise mussten 1930 1.150 Beschäftigte entlassen werden, im Jahr 1932 arbeiteten nur noch 65 Beschäftigte sowie 31 Lehrlinge in dem Unternehmen.
1937/38 wurde die Fa. Leonhard (Holzbearbeitungsmaschinen) auf dem Grundstück Klingenstraße 22 aufgekauft. Nach 1942 waren 1.570 Zwangsarbeiter in dem Unternehmen beschäftigt.
Die stark in der Rüstungsproduktion verankerte Rudolph Sack KG war 1945 durch die Kriegseinwirkungen hochgradig zerstört worden. Im April 1945 wurde die Rud. Sack KG durch die US-amerikanische Besatzung stillgelegt, bereits im Mai 1945 wurde die Produktion unter alter Firma mit 224 Beschäftigten jedoch wieder aufgenommen.
Am 30. Oktober 1945 wurde das Vermögen durch die Sowjetische Militär-Administration (SMAD) beschlagnahmt. Beim Volksentscheid in Sachsen am 30. Juni 1946 war die Gesellschaft Rud. Sack auf die Liste C gesetzt worden (Vorbehalt der SMAD, selbst über Enteignung oder Rückgabe zu entscheiden). Am 1. Juli 1946 wurde sie treuhänderisch durch die Landesregierung Sachsens übernommen. Im September 1947 arbeiteten bereits wieder über 1000 Beschäftigte in dem Unternehmen.
1948 erfolgte die Enteignung mit Umwandlung in den Volkseigenen Betrieb Leipziger Bodenbearbeitungsgeräte (BBG) sowie die Zuordnung zu der ebenfalls in Leipzig ansässigen Vereinigung Volkseigener Betriebe Land-, Bau- und Holzbearbeitungsmaschinen. Mit fast 1.500 Beschäftigten war BBG zu diesem Zeitpunkt der größte Landtechnikhersteller in der DDR.
Bereits 1950 war die Belegschaft auf etwa 2 300 angewachsen. Diese Entwicklung setzte sich fort, wobei dem Unternehmen in den 1960er und 1970er Jahren auch einige Klein- und Mittelbetriebe aus der Region zugeordnet wurden. 1970 wurde der Betrieb Bestandteil des Weimar-Kombinates und 1978 in das Kombinat Fortschritt Landmaschinen integriert. Zu diesem Zeitpunkt wurde BBG die Verantwortung für den Betrieb Landmaschinenbau Döbeln und einige kleinere Betriebe übertragen.
1984 wurde das Werk Bernburg (zuvor der Betrieb Landmaschinenbau Bernburg – Nachfolgeunternehmen des 1867 gegründeten Unternehmens Siedersleben) zugeordnet. In dieser Formation realisierte der VEB Bodenbearbeitungsgeräte „Karl Marx“ Leipzig Ende der 1980er Jahre einen Umsatz von etwa 470 Mio. DDR-Mark und hatte etwa 4.100 Beschäftigte, davon etwa 2.800 im Hauptwerk in Leipzig, 600 im Werk Bernburg und weitere 700 in Betriebsteilen in Taucha, Großschirma, Colmitz und Leipzig.
1990 wurde aus dem Unternehmen eine AG unter Treuhandverwaltung. Es folgten turbulente Privatisierungsaktivitäten, die von einer starken Schrumpfung des Unternehmens begleitet wurden. Ende 1993 erfolgte die Bildung der BBG GmbH Leipzig mit noch etwa 150 Beschäftigten, die zum gleichen Zeitpunkt von der Franz Kleine GmbH & Co. KG übernommen wurde. Vom Konkurs des Unternehmens Kleine im Jahre 1998 war auch die BBG GmbH Leipzig betroffen. Seit 1999 ist das Unternehmen Amazonen-Werke Eigentümer von BBG.

## Erzeugnisse

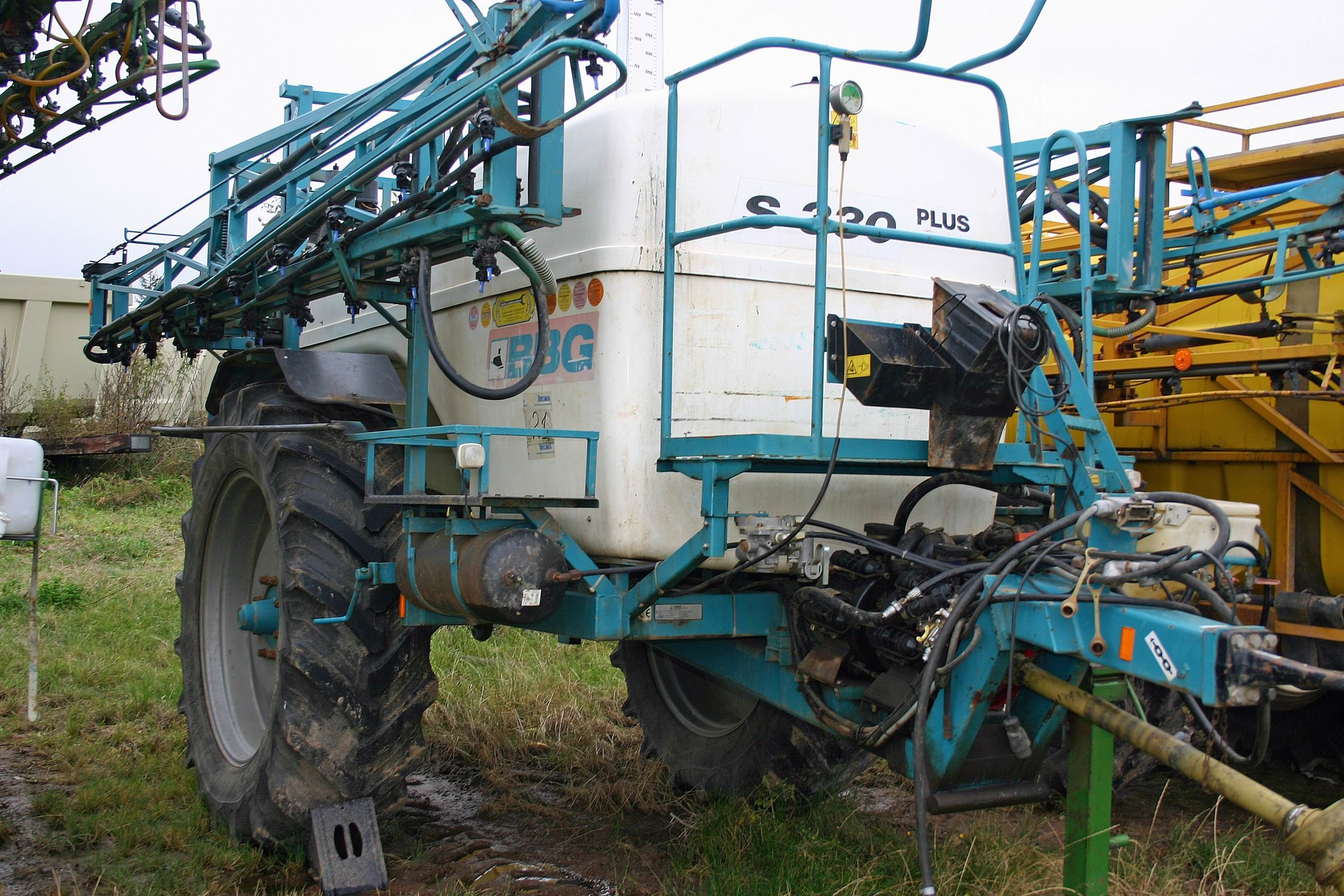
BBG Spritze S 330 Baujahr 1999

Sack war ein sehr innovatives Unternehmen, das in den 1940er Jahren über ein breites Erzeugnisprogramm auf den Gebieten Bodenbearbeitung, Aussaat, Pflanzenschutz und Hackfruchternte sowohl für Gespann- wie auch für Traktorzug verfügte. Das war die Grundlage für die Produktion in den ersten Nachkriegsjahren. Einige dieser Erzeugnisse, darunter vor allem auch die Gespanntechnik, waren noch bis Ende der 1950er Jahre aktuell.
Die weiteren Entwicklungen wurden von der Motorisierung bzw. den in der Landwirtschaft verfügbaren Traktoren und der Spezialisierung im Landmaschinenbau der DDR bestimmt.
Schwerpunkte der 1950er Jahre (bei der Bodenbearbeitung nur eine Auswahl der Pflüge für  Traktoren von 20 bis 40 PS):
- Anhängepflüge DZ 25, DZ 30 und die Baureihe Anbaubeet- und -drehpflüge B 100 bzw. B 170
- Anbausprüh- und Stäubegeräte S 291/S 293 für die Geräteträger RS08 und RS09 sowie die Baureihe Anhängepflanzenschutzmaschinen S 050
- Erntesystem für Zuckerrüben mit dem Längsschwadköpfroder E 710 und den Schadaufnahmegeräten T 274 (für Rüben) und T 275 (für Rübenblatt)

Schwerpunkte der 1960er Jahre (bei der Bodenbearbeitung nur eine Auswahl der Pflüge für  bis 100 PS):
- Anhängebeetpflüge B 185, B 187
- Baureihe Aufsattelbeetpflüge B 200, B 201 mit Nachbearbeitungsgeräten
- Baureihen Pflanzenschutzmaschinen S 030 und S 040
- Zweimaschinen-Erntesystem für Zuckerrüben mit dem Köpflader E 732 / E 734 und dem Rodelader E 765

Schwerpunkte der 1970er Jahre (bei der Bodenbearbeitung nur eine Auswahl der Pflüge für  über 200 PS):
- Baureihe Aufsattelbeetpflüge B 500 mit Nachbearbeitungsgeräten
- Baukastensystem Pflanzenschutzmaschinen, die ab Anfang der 1970er Jahre in Ungarn produziert wurden
- 6-reihiges Zuckerrübenerntesystem auf der Basis von Selbstfahrern, von denen der selbstfahrende Köpflader ab Mitte der 1970er Jahre in der Tschechoslowakei bei Agrostroj Jičín und der Selbstfahrende Rodelader KS 6 in Ternopil/Ukraine produziert wurde. Bei BBG sowie in den Betrieben Landmaschinenbau Torgau und Döbeln erfolgte Baugruppenproduktion für die Finalproduktion des KS 6 in der Ukraine

In den 1980er Jahren erfolgte aus der Sicht der Exporte auch die Weiterentwicklung der Pflug- und sonstigen Bodenbearbeitungstechnik für die unteren Traktorzugkraftklassen. Weitere Schwerpunkte:
- Baureihe Aufsattelbeetpflüge B 550 mit Nachbearbeitungsgeräten
- Aufsattelschälpflug B 540 mit Nachbearbeitungsgeräten
- Saatbettbereitungssystem B 620
- Weiterentwicklung des Rodeladers zum KS 6W

Schwerpunkte der 1990er Jahre:
- Weiterentwicklung der Anbau-Beet-, -Dreh- und -Scheibenpflüge
- Baureihe Scheibeneggen Eurodisk 4000 bis 9000
- Grubberkombinationen Europak sowie die Saatbettbereitungskombinationen Multipak und Ökopak
- Im Zeitraum bis 1993 das Erzeugnisprogramm Pflanzenschutztechnik mit den Anhänge-Feldspritzen S 320, S 330 und S 340 sowie der selbstfahrenden Feldspritze S 400

Zwischen dem Jahr 2000 und 2014 hatte das Tochterunternehmen der AMAZONE-Werke keine Pflüge mehr im Programm. Schwerpunkt waren Bodenbearbeitungskombinationen mit passiven und aktiven Arbeitsorganen. Nach einer Orientierungsphase über die pfluglose Bodenbearbeitung entschied AMAZONE 2013 die Produktion von Pflügen am traditionsreichen Standort Leipzig wieder aufzunehmen. Dazu wurde im selben Jahr eine neue Produktionshalle errichtet. 2014 ist dort die Serienproduktion von Pflügen wieder angelaufen.